# Allocations familiales
 (mars 2009).
Si vous disposez d'ouvrages ou d'articles de référence ou si vous connaissez des sites web de qualité traitant du thème abordé ici, merci de compléter l'article en donnant les références utiles à sa vérifiabilité et en les liant à la section « Notes et références ».
Les allocations familiales sont des sommes versées aux personnes ayant un ou des enfants à charge. Les montants et les conditions pour en bénéficier diffèrent selon les pays.
En Europe, elles sont à l'origine conçues comme supplément de salaire destiné aux ouvriers et salariés ayant des charges de famille,, versé dans le cadre d'initiatives publiques ou privées, avec des motivations diverses (philanthropie, rentabilité, justice sociale).
Intégrées aux législations, elles deviennent l'un des leviers dont disposent les États pour influer sur la démographie et l'économie et peuvent venir en complément d'autres mesures, comme des réductions d'impôt ou des aides au logement, décidées par un gouvernement dans le cadre de sa politique familiale et sociale.

## Origines et histoire
La première forme d'allocation familiale dans l'Histoire de l'humanité remonte à la période du Califat Rachidun (632 - 661) et plus précisément sous le règne de Omar Ibn Al-Khattâb

## En France
En France, les allocations familiales stricto sensu sont les plus anciennes des prestations familiales distribuées par les Caisses d'allocations familiales et les Caisses de Mutualité sociale agricole. Elles sont versées aux personnes physiques qui assument la charge effective et permanente d'au moins deux enfants de moins de 20 ans. Jusqu'au 30 juin 2015, elles étaient du même montant pour toutes les familles, montant fonction du nombre d'enfants à charge. À partir de juillet 2015, elles sont modulées en fonction des ressources du foyer. Elles sont assorties de majorations suivant l'âge des enfants, à l'exception de l'aîné d'une famille de deux enfants à charge. Les familles avec enfant bénéficient également, sous certaines conditions, d'un abattement sur l'impôt sur le revenu et/ou d'une majoration de la prime pour l'emploi jusqu'au remplacement de cette dernière par la prime d'activité en janvier 2016.
Ces allocations proprement dites sont complétées par d'autres prestations familiales ciblant plus précisément les bénéficiaires, soumises ou non à condition de ressources, et qui sont (par ordre d'apparition historique) l'allocation de logement familiale (1948), l'allocation orphelin (1970, remplacée en 1984 par l'allocation de soutien familial), l’allocation aux mineurs handicapés (1971), l'allocation de rentrée scolaire (1974), l'allocation de parent isolé (1976, remplacée depuis 2009 par une majoration du RSA), le complément familial (1978), l'allocation parentale d'éducation (1985, intégrée en 2004 à la PAJE) et l'allocation journalière de présence parentale (2000).

### Origines et histoire
En 1916, Émile Romanet, ingénieur, décide d'accorder au personnel des Établissements Joya à Grenoble les premières allocations familiales.
En janvier 1918, ému par la condition des femmes, souvent mères de famille, qui trient le charbon pendant la Première Guerre mondiale, Émile Marcesche convainc les patrons morbihannais de créer une caisse de compensation : c'est la première caisse d'allocations familiales de France. 
Quelques mois plus tard, en avril, le syndicat patronal des constructeurs, mécaniciens, chaudronniers et fondeurs de l'Isère crée une caisse d'allocations familiales, appelée aussi caisse de compensation. Ce système se développera dans d'autres régions et l'on comptera au début des années 1930 plus de 200 caisses de compensation. Au-delà de l'intérêt social, il s'agit aussi d'une solidarité patronale : si seuls ceux qui n'ont pas d'enfants, qui acceptent un salaire moindre, trouvent du travail, alors il n'y aura plus personne à embaucher dans trente ans. Il est logique de répartir la charge entre tous les employeurs.
Le 27 octobre 1918, Émile Romanet déclare devant une assemblée de l'Union fraternelle du commerce et de l'industrie de Lyon que « pour éviter que, dans une industrie, le patron ne soit influencé dans le choix de ses ouvriers par la perspective de ses charges de famille, jugées excessives pour lui, le Syndicat des constructeurs (de Grenoble) a décidé de prendre à sa charge le paiement de la totalité des allocations familiales. Une caisse spéciale a été établie ; elle est alimentée par les industriels au prorata du nombre d'ouvriers qu'ils occupent. Elle porte le nom de caisse de compensation des indemnités et allocations de famille ».
En 1929, après un premier projet élaboré par Blain, un second projet de généralisation des allocations familiales est établi par Maurice Eblé, avocat engagé dans le catholicisme social, avec la commission de législation de la Confédération française des travailleurs chrétiens (CFTC) ; ce projet est repris en proposition de loi par Jean Lerolle et voté. La CFTC adresse des remerciements aux députés signataires.
Le 11 mars 1932, la loi Landry généralise les allocations familiales pour tous les salariés de l'industrie et du commerce, l'adhésion des employeurs à une caisse de compensation devenant obligatoire. Le montant des allocations peut varier selon les catégories professionnelles et d'un département à l'autre et l'intervention de l'État est encore limitée (fixation d'un taux minimum départemental, procédure d'agrément ministériel pour chacune des caisses).
En 1941 est instaurée l'allocation de salaire unique (ASU) pour les femmes de ménages où seul l'homme était actif. Au lendemain de la Libération, l'ASU est modifiée : elle est versée indépendamment des revenus de la famille, non imposable, et son montant est augmenté à partir du second enfant. Ce dispositif est financièrement incitatif jusqu'en 1962 pour les couples ayant au moins deux enfants. L'ASU est supprimée en 1978.
En juin 1997, le gouvernement de Lionel Jospin avait annoncé la mise sous condition de ressources des allocations familiales. Elles n'ont donc pas été versées durant l'année 1998 pour les revenus excédant 25 000 FRF (5 725 EUR2023) par mois. Face à la contestation, elles ont été rétablies pour tous dès le 1er janvier 1999 mais la mesure a été remplacée par une réforme du quotient familial.
En octobre 2014, le gouvernement de Manuel Valls a annoncé la modulation des allocations familiales en France selon les revenus,. À partir de juillet 2015, les taux des allocations seront réduits de 50 % pour toute famille ayant un revenu net mensuel supérieur à 6 000 €, et de 75 % pour toute famille ayant un revenu net mensuel supérieur à 8 000 €. Les limites de revenus seront augmentées de 500 € par enfant supplémentaire.

### Principe
Le principe originel des allocations familiales trouve sa source dans une politique démographique ; l'objectif étant alors d'assurer à la France une population suffisante. La fin de l'universalité stricte des allocations familiales fait de cette politique une politique sociale ; il ne s'agit désormais plus que d'assurer aux moins favorisés les moyens minimums pour élever un ou plusieurs enfants.
Le montant par mois des allocations familiales se calcule en fonction de la base mensuelle de calcul des prestations familiales (BMAF). Depuis le 1er avril 2018, les allocations familiales pour deux enfants sont de 131,16 €, pour trois de 299,20 € et de 146,60 € supplémentaires pour chacun des enfants suivants. Ces montants sont en vigueur jusqu'au 31 mars 2019 mais sont réduits en fonction des ressources du foyer.
Ces allocations sont majorées après un certain âge des enfants. Lorsqu'ils atteignent 14 ans, la majoration est de 65,68 € et par enfant. Cette majoration n'est pas appliquée pour l'aîné d'une famille de deux enfants.

### Textes d'application
Les articles L.521-1 à L.521-3 ainsi que R.521-1 à R.521-4 du code de la sécurité sociale traitent des allocations familiales. La base mensuelle de calcul des prestations familiales est fixée chaque année par décret. Le dernier décret est le no 2010-1766 du 30 décembre 2010 relatif à la revalorisation des bases mensuelles de calcul des prestations familiales à compter du 1er janvier 2011.
L'article D.521-1 du code de la sécurité sociale pose que le second enfant à charge procure 32 % de la BMAF, et 41 % par enfant suivant.
Une majoration de 16 % de la BMAF est accordée par enfant âgé de plus de 14 ans, à l'exception de l'aîné d'une famille de deux enfants. Avant 2008 cette majoration intervenait dès 11 ans pour 9 % et 16 % à partir de 16 ans. La majoration de 9 % continue de s'appliquer pour les enfants nés avant le 30 avril 1997.

### État du non-recours au droit
Le non-recours concerne toute personne qui ne reçoit pas, quelle qu’en soit la raison, une prestation ou un service auquel elle pourrait prétendre.
Pour pouvoir bénéficier d’allocations familiales, il est nécessaire d’avoir à charge au moins deux enfants de moins de 20 ans. Il faut également, en plus d’un statut régulier, disposer de sa résidence principale en France ou y vivre au moins six mois par an. Une fois allocataire, c’est-à-dire une fois que la personne est inscrite à la Caisse d'allocations familiales et qu’elle perçoit des prestations sociales, l’attribution ainsi que le versement des allocations familiales sont censés être automatiques dès le mois suivant la naissance ou l'accueil d’un second enfant. Cependant en 2018, 28,6% des ménages rencontrés par le Secours Catholique et éligibles aux allocations familiales n'en percevaient pas.
Aussi, depuis 2014, la Caisse d'allocations familiales met en œuvre un dispositif qui vise à réduire le nombre des non-recourants aux droits. Intitulés "Les rendez-vous des droits", ces entretiens avec un conseiller permettent de faire un point sur les droits auxquels sont éligibles les individus. Deux ans plus tard, un premier bilan conduit par la Direction de la recherche, des études, de l’évaluation et des statistiques sur ce dispositif souligne que 63% des personnes éligibles à une prestation sociale y parviennent après un entretien ”rendez-vous des droits”.

## En Belgique
En Belgique, c'est l'initiative privée de quelques industriels qui incita la retenue sur le salaire des ouvriers d’une certaine somme à redistribuer aux ouvriers pères de familles nombreuses, c'est-à-dire d’au moins quatre enfants. Très vite et à mesure que l'initiative prit de l'ampleur, ces patrons décidèrent de confier la redistribution de ces montants à une caisse.
La généralisation de ce système intervient grâce à la pression en particulier d'une organisation, la Ligue des Familles Nombreuses de Belgique, qui réussit à fédérer une masse de personnes autour de ses revendications. La loi du 4 août 1930 généralise le système des allocations familiales pour les salariés : tous les employeurs sont tenus de s'affilier à une caisse de compensation qui se charge ensuite de verser des allocations familiales. De par son caractère précipité, cette loi fit l'objet de plusieurs réformes. En raison de la crise économique de 1929, la création d'un système d'allocations familiales pour indépendants ne fut possible qu'avec la loi cadre du 10 juin 1937 dont les modalités d'applications furent fixées par l'Arrêté-Royal du 22 décembre 1938. La création du système de sécurité sociale belge vers 1945 a amené la complexification du système à travers la mise en place d'organismes centraux et la refonte de l'organisation des caisses de compensation. Toutefois, les années qui ont suivi n'amenèrent pas ce que les promoteurs avaient toujours souhaité, la mise en conformité du système des allocations familiales pour indépendants avec celui pour les salariés.
Actuellement, les allocations familiales font partie des « prestations familiales » (comprenant notamment l'allocation de naissance, la prime d'adoption, les allocations d’orphelin…).
En principe, tout enfant résidant en Belgique peut bénéficier inconditionnellement d'allocations familiales jusqu'au 31 août de l'année de ses 18 ans. Toutefois, dans la plupart des cas, avoir sa résidence dans l'espace économique européen est suffisant.
Un étudiant perd ses allocations s'il travaille au moins 240 heures les premier, deuxième et quatrième trimestres. Il n'y a pas de restriction pour le troisième trimestre (sauf s'il s'agit des dernières vacances d'été - l'enfant cesse les cours).
Pour le salarié, les allocations sont distribuées par la Caisse d'allocations familiales de son employeur (actuel ou dernier) ou par FAMIFED.
Les indépendants, en général, s'adressent à la Caisse d'assurances sociales à laquelle ils sont affiliés ou, à défaut, à FAMIFED (depuis le 1er juillet 2014).

## EnAllemagne
- En Allemagne, les allocations familiales mensuelles (Kindergeld, littéralement « argent d'enfant ») sont de 250 euros par mois et enfant. Une augmentation de 5 euros par mois et enfant est prévue pour 2021. Voir aussi Kindergeld (en allemand).
- En outre, il y a une économie fiscale supplémentaire pour les familles à haut revenus. Voir aussi Kinderfreibetrag (en allemand).
- Le salaire parental, l’Elterngeld, pour le parent qui arrête son travail représente entre 65 % et 67 % du salaire net moyen des dernières douze mois, avec un plafond de 1 800 euros et un minimum de 300 euros. Ce salaire est payé pour un maximum de 14 mois et il est séparable entre les deux parents (chaque parent peut recevoir ce salaire pour douze mois maximum). Voir aussi Elterngeld (en anglais).

## EnAngleterre
Voir (en anglais).

## En Suisse
En Suisse, chacun des 26 cantons dispose de son propre système d'allocations familiales. Les montants octroyés par enfant varient de 160 à 344 francs suisses par mois. Pour les jeunes en formation, ces montants varient de 170 à 444 francs suisses par mois. Les allocations familiales sont principalement à la charge des employeurs et leur coût annuel est estimé pour 2006 à 4,079 milliards de francs.
Une harmonisation des allocations familiales au niveau fédéral a été votée par le parlement le 24 mars 2006 et a été acceptée par le peuple (après un référendum facultatif) le 26 novembre 2006. Cette nouvelle loi prévoit une allocation minimale de 200 francs par enfant et 250 francs par jeune en formation. Les cantons restent libres de prévoir des allocations supérieures à ces montants. La loi uniformise en outre les conditions d'octroi des allocations, fortement disparates d'un canton à l'autre.

## En Espagne
L'État-providence est peu développé en Espagne.
Les allocations familiales ne sont versées qu'aux familles dont le revenu ne dépasse pas les 11 000 euros par an. Le montant de cette aide est de 24,25 euros par enfant et par mois. La Sécurité sociale attribue en outre 100 euros par mois aux mères d'enfant de moins de 3 ans lorsqu'elles travaillent. Il existe peu de garderies publiques et elles sont réservées aux foyers les plus modestes. Le système espagnol ne prévoit aucune aide pour la garde d'enfant à domicile.

## Aux États-Unis
Il n’y a pas d’allocations familiales aux États-Unis. Les familles aux revenus annuels inférieurs à 130 000 $ reçoivent, pour chaque enfant de moins de 17 ans de nationalité américaine ou titulaire de la carte de séjour un crédit d’impôt, dont le American Taxpayer Relief Act de 2012 a fixé la limite à 1 000 $.

## Au Canada
Le gouvernement du Canada offre des programmes d'aide aux familles depuis 1945. Depuis 2016 le gouvernement du Canada administre le programme d'allocation canadienne pour enfants (ACE) (en anglais : Canada Child Benefit) qui offre aux familles admissibles un paiement mensuel non imposable pour les aider à assumer les coûts liés à l'éducation des enfants de moins de 18 ans. L'ACE peut être complétée par des paiements supplémentaires pour les enfants handicapés ou les programmes de soutien aux familles des provinces et territoires participants.
L'ACE a remplacé deux programmes de soutien aux familles administrés par le gouvernement du Canada :
- La prestation fiscale canadienne pour enfants (PFCE) créée en 1998 et ;
- La prestation universelle pour la garde d'enfants (PUGE) créée en 2006.

Ces programmes sont eux-mêmes issus de la prestation fiscale pour enfants (PFE) et du supplément de revenu garanti (SARG) en vigueur de 1993 à 1998.

### Au Québec
Le gouvernement du Québec, à travers Retraite Québec administre le programme d'allocation famille qui est une aide financière versée aux familles admissibles ayant à leur charge un ou plusieurs enfants de moins de 18 ans.

## Montants des allocations familiales dans quelques pays d'Europe
- (de) Cet article est partiellement ou en totalité issu de l’article de Wikipédia en allemand intitulé « Kindergeld » (voir la liste des auteurs).

Les chiffres suivants ne sont pas directement comparables en raison des conditions différentes, notamment dans les législations fiscales et sociales.
|                              | Belgique                     |  |                                                        | Danemark                                                            |  |                                                                                 | Allemagne                        |
| Rang de l'enfant             | Montants                     |  | Âge des enfants                                        | Montants                                                            |  | Nombre d'enfants                                                                | Montants                         |
| Premier enfant               | 90,28 €                      |  | Par enfant de 0 à 3 ans                                | 145 €                                                               |  | 1 enfant                                                                        | 250 €                            |
| Deuxième enfant              | 167,05 €                     |  | Par enfant de 3 à 7 ans                                | 131 €                                                               |  | 2 enfants                                                                       | 500 €                            |
| Troisième enfant             | 249,41 €                     |  | Par enfant de 7 à 18 ans                               | 103 €                                                               |  | 3 enfants                                                                       | 750 €                            |
| Par enfant supplémentaire    | 249,41 €                     |  |                                                        |                                                                     |  | Par enfant supplémentaire                                                       | 250 €                            |
|                              |                              |  |                                                        |                                                                     |  |                                                                                 |                                  |
|                              | Grèce                        |  |                                                        | France                                                              |  |                                                                                 | Irlande                          |
| Nombre d'enfants             | Montants                     |  | Nombre d'enfants                                       | Montants                                                            |  | Nombre d'enfants                                                                | Montants                         |
| 1 enfant                     | 5,87 €                       |  | 1 enfant                                               | --- €                                                               |  | 1 enfant                                                                        | 130 €                            |
| 2 enfants                    | 18 €                         |  | 2 enfants                                              | 120,32 €                                                            |  | 2 enfants                                                                       | 260 €                            |
| 3 enfants                    | 40 €                         |  | 3 enfants                                              | 274,47 €                                                            |  | 3 enfants                                                                       | 390 €                            |
| 4 enfants                    | 48 €                         |  | 4 enfants                                              | 428,62 €                                                            |  | Pour les jumeaux :                                                              | Montant multiplié par 1,5        |
| Par enfant supplémentaire    | 8,07 €                       |  | 5 enfants                                              | 582,77 €                                                            |  | Pour les triplés et les quadruplés                                              | Montant multiplié par 2          |
|                              |                              |  | Par enfant supplémentaire                              | 154,15 €                                                            |  |                                                                                 |                                  |
|                              |                              |  |                                                        |                                                                     |  |                                                                                 |                                  |
|                              | Islande                      |  |                                                        | Italie                                                              |  |                                                                                 | Luxembourg                       |
| Nombre d'enfants             | Montants                     |  | Revenu annuel                                          | Montants                                                            |  | Nombre d'enfants                                                                | Montants                         |
| 1 enfant                     | 115,25 € verheiratete Eltern |  | Revenu annuel des parents inférieur à 11 422,98 €      | 250,48 €                                                            |  | 1 enfant                                                                        | 265,00 €                         |
| 2 enfants et plus            | 137,17 € parents mariés      |  | revenu annuel compris entre 27 693,04 € et 30 403,39 € | 38,73 €                                                             |  | 2 enfants                                                                       | 530,00 €                         |
| parents célibataires :       | 191,92 € bzw. 196,83 €       |  | revenu annuel supérieur à 43 962,05 €                  | pas d'autre paiement                                                |  | 3 enfants                                                                       | 795,00 €                         |
|                              |                              |  |                                                        |                                                                     |  | 4 enfants et plus                                                               | n × 265,00 €                     |
|                              |                              |  |                                                        |                                                                     |  |                                                                                 |                                  |
|                              | Pays-Bas                     |  |                                                        | Norvège                                                             |  |                                                                                 | Autriche                         |
| Âge des enfants              | Montants                     |  | Nombre d'enfants                                       | Montant Naissance postérieure au 1er janvier 1995                   |  | Nombre d'enfants                                                                | Allocations familiales           |
| Enfant de moins de 6 ans     | 66,13 €                      |  | Par enfant                                             | NOK 972 (129 €)                                                     |  | 1 Enfant                                                                        | 105,40 €                         |
| Enfant de 6 à 11 ans         | 80,30 €                      |  | à l'extrême nord du pays                               | montant supplémentaire NOK 316 (42 €)                               |  | à partir de 3 ans                                                               | 112,70 €                         |
| Enfants de 12 à 17 ans       | 94,47 €                      |  |                                                        |                                                                     |  | à partir de 10 ans                                                              | 130,90 €                         |
|                              |                              |  |                                                        |                                                                     |  | à partir de 19 ans                                                              | 152,70 €                         |
|                              |                              |  |                                                        |                                                                     |  | à partir de 2 enfants : à partir de 3 enfants:                                  | + 12,80 € + 25,50 € par enfant   |
|                              |                              |  |                                                        |                                                                     |  |                                                                                 |                                  |
|                              | Finlande                     |  |                                                        | Suède                                                               |  |                                                                                 | Royaume-Uni                      |
| Nombre d'enfants             | Montants                     |  | Nombre d'enfants                                       | Montants                                                            |  | Nombre d'enfants                                                                | Montant payé                     |
| Premier enfant               | 100 €                        |  | 1 enfant                                               | 1 050 SEK (120 €)                                                   |  | Premier enfant                                                                  | 90 £ (105 €)                     |
| Deuxième enfant              | 110,50 €                     |  | 2 enfants                                              | 2 200 SEK (251 €)                                                   |  | Par enfant supplémentaire                                                       | 59 £ (70 €)                      |
| Troisième enfant             | 131 €                        |  | 3 enfants                                              | 3 604 SEK (411 €)                                                   |  |                                                                                 |                                  |
| Quatrième enfant             | 151,50 €                     |  | 4 enfants                                              | 5 514 SEK (629 €)                                                   |  |                                                                                 |                                  |
| Par enfant supplémentaire    | 172 €                        |  | Par enfant supplémentaire                              | 1 910 SEK (218 €)                                                   |  |                                                                                 |                                  |
|                              |                              |  |                                                        |                                                                     |  |                                                                                 |                                  |
|                              | Liechtenstein                |  |                                                        | Espagne                                                             |  |                                                                                 | Suisse                           |
| Nombre d'enfants             | Montants                     |  | Âge des enfants                                        | Montants                                                            |  | Âge des enfants                                                                 | Montants par enfant              |
| 1 enfant                     | 260 CHF (215 €)              |  | Enfant de moins de 18 ans                              | 24,25 € non handicapé 48,47 € Handicapé                             |  | Allocation pour enfant jusqu'à 16 ans (Selon le canton et le nombre d'enfants)  | De 200 à 400 CHF (165 € à 330 €) |
| Jumeaux ou plus de 3 enfants | 310 CHF (260 €)              |  | enfant de plus de 18 ans                               | Taux de handicap >65 % : 260,79 € Taux de handicap >75 % : 381,19 € |  | Allocation de formation de 16 à 25 ans (Selon le canton et le nombre d'enfants) | 250 à 525 CHF (210 à 440 €)      |
| Au-dessus de 10 ans          | Pour tous 310 CHF (260 €)    |  |                                                        |                                                                     |  |                                                                                 |                                  |